# Hjalmar Cederström
Carl Hjalmar Cederström, född 6 juni 1880 i Jakob och Johannes församling, död 26 juli 1953 i Maria Magdalena församling, var en svensk byggnadsingenjör och arkitekt. 

## Utbildning och verksamhet

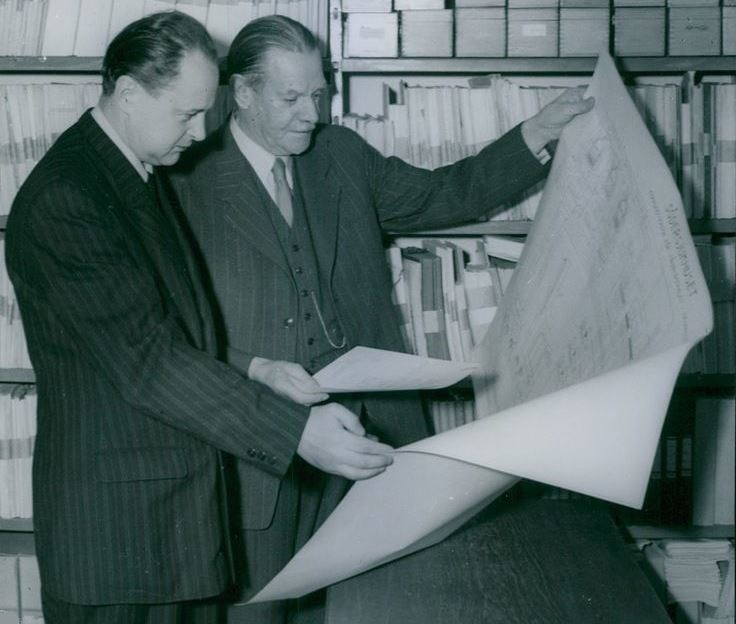
Cederström (t.h.) och professor F. Hora från Brno studerar en ritning till Södersjukhuset.

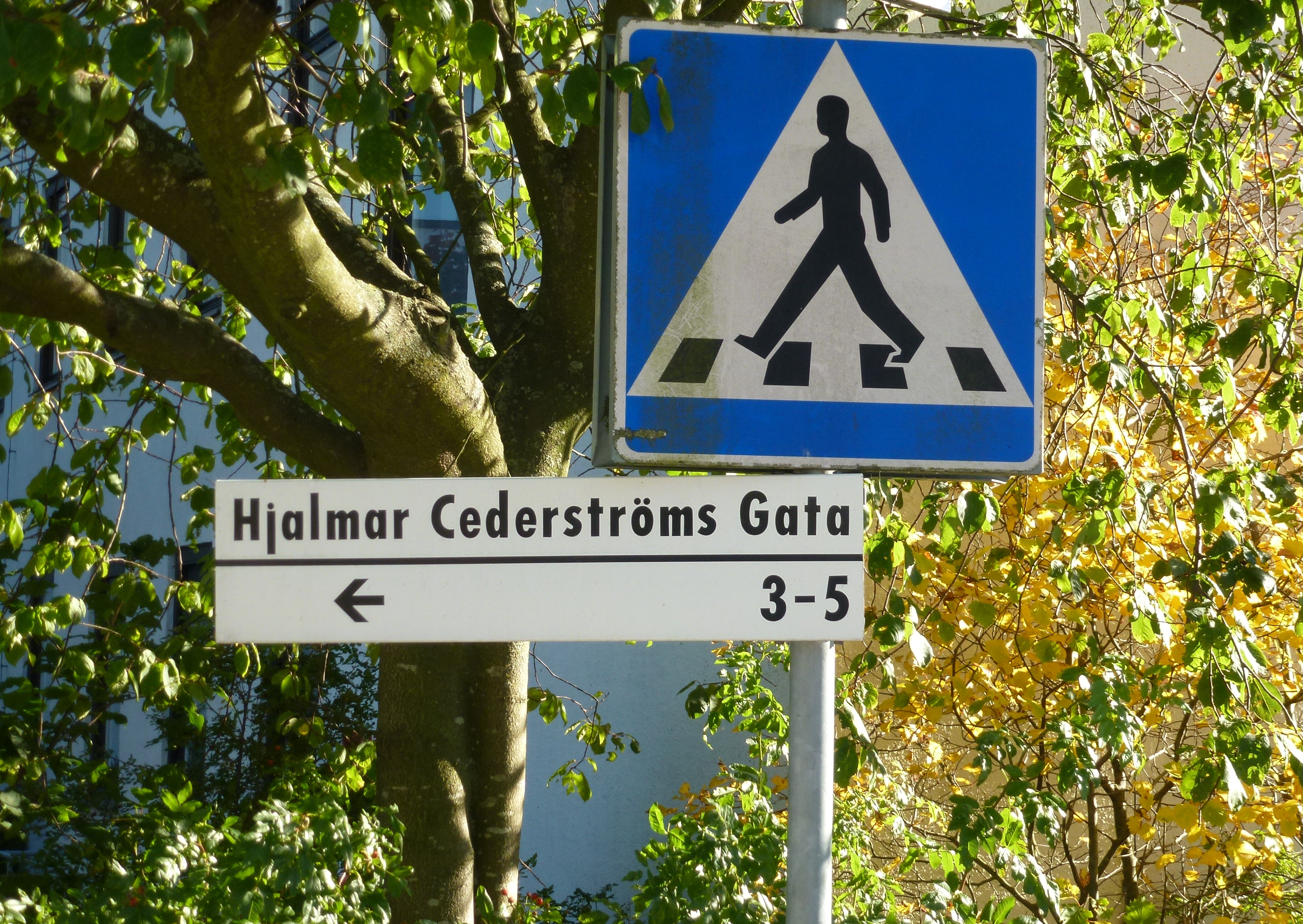
Hjalmar Cederströms gata.

Hjalmar Cederström var son till byggmästaren och arkitekten Carl Cederström (1851-1913) och Karolina Svensson. Han tog år 1900 examen vid Tekniska skolans byggnadslinje, men blev aldrig utexaminerad arkitekt. 
Anställd hos Lindståhl & Törnqvist 1901-1904, hos arkitekten Erik Lallerstedt 1902. 1904 byggmästare för Ludvikas skolhus. Verksam i Södertälje (tillsammans med Uno Borg) 1904-1925. I Södertälje ritade han bland annat 1913 byggnaden för Biologiska museet. Från 1921 var han verksam i Stockholm.
Cederström bildade AB Bostäder i Södertälje 1916, dess verkställande direktör 1921. Verkställande direktör i fastighetsbolaget AB Näktergalen. Chefsarkitekt hos Södersjukhusets byggnadskommitté 1937-1947. Ledamot i centrala sjukvårdsberedningens styrelse 1943. Ledamot i styrelsen för Sveriges byggmästareförbund. Ordförande för internationella sjukhusföreningens studieutskott. Initiativtagare och ledare för International Medical and Technical Health Service föreningen (IMT-Service) 1950. Medarbetare i Tidningen Socialdemokraten.
Tillförordnad lärare vid Konstakademien 1931-1932. Resor: Tyskland och Danmark 1915. Norge, Danmark, Tyskland, Österrike och Schweiz 1931. Schweiz (internationella sjukhusföreningens föreläsning) 1934. Belgien, Holland, Frankrike, Tjeckoslovakien och Bulgarien 1948-1949. Libanon 1950.

### Cederströms och Borgs Arkitektbyrå
År 1904 bildade han och kollegan Uno Borg Cederströms och Borgs Arkitektbyrå i Södertälje, vilken 1921 flyttade till Stockholm.
Ett av deras tidiga uppdrag var huvudbyggnaden för Hågelby gård som de ritade för Lars Magnus Ericsson. Ericsson hade visserligen ett arkitektoniskt intresse och byggnaderna på Hågelby utformades till stor del av honom själv, men för huvudbyggnaden anlitade han Hjalmar Cederström och Uno Borg. Sorbonska huset (uppkallad efter fotografen David Sorbon) i Södertälje byggdes 1907 efter Cederströms ritningar och är en av Södertäljes bevarade jugendbyggnader.

### Sjukvårdsbyggnader
Cederström var engagerad i flera sjukhusbyggen, och var den drivande kraften bakom Södersjukhuset i Stockholm. Han arbetade bland annat även med Södertälje sjukhus och Källhagens sjukhus i Vänersborg.
Hjalmar Cederström fick 1928 i uppdrag att göra en översyn av Stockholms sjukvård. Översynen var klar den 31 maj 1930 då han presenterade en "Generalplan för Stockholms sjukhusfrågor". Det arbetet fortsatte med en planering av ett nytt centralsjukhus på Södermalm; ett projekt som han fick uppdraget att leda. Beslut om bygget fattades 1937. 
Anläggningen ritades av den tyske arkitekten Hermann Imhäuser som var antälld hos Cederström. Södersjukhuset invigdes 1944. 

### Arbeten (urval)

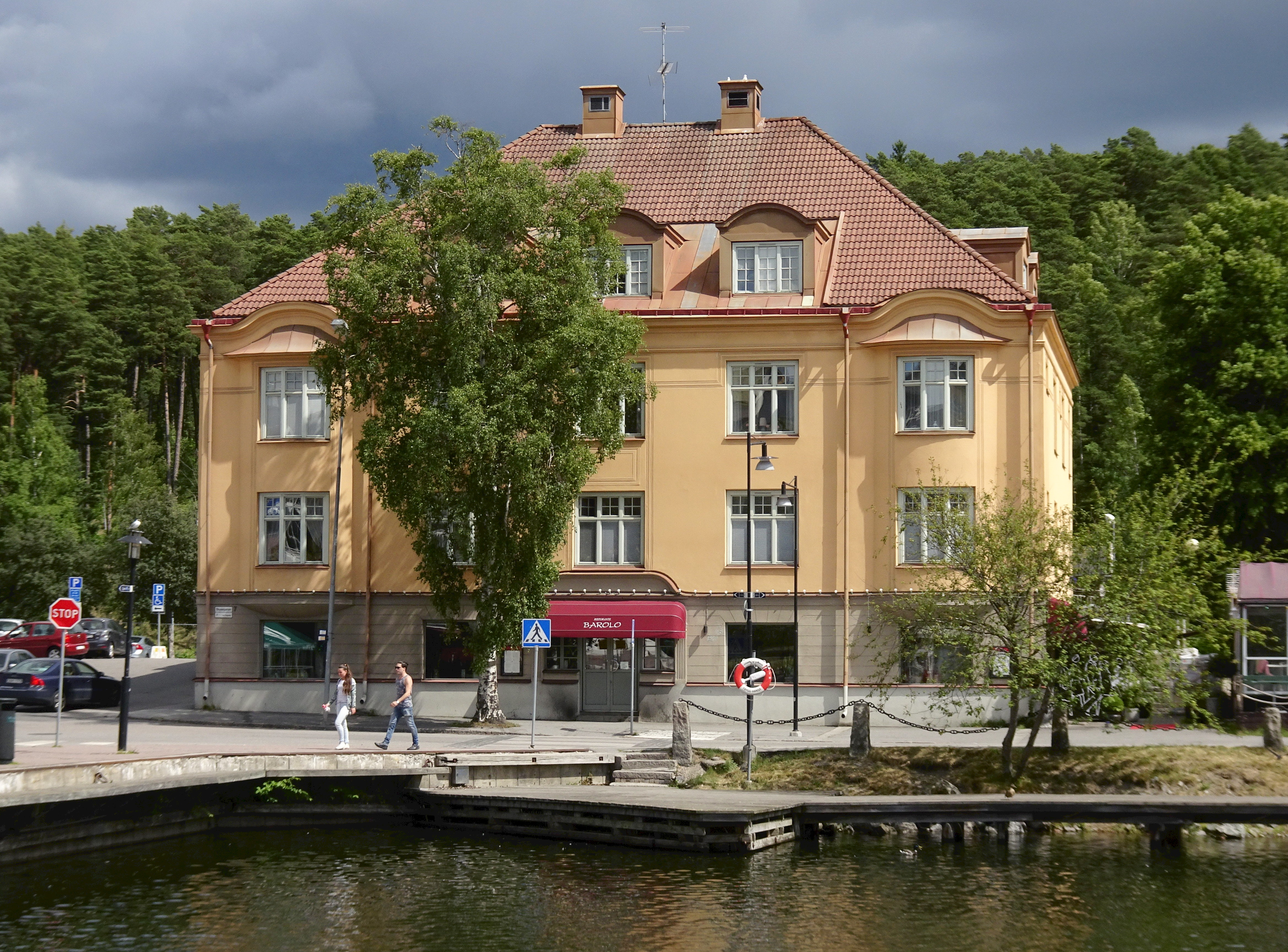
Sorbonska huset, Södertälje
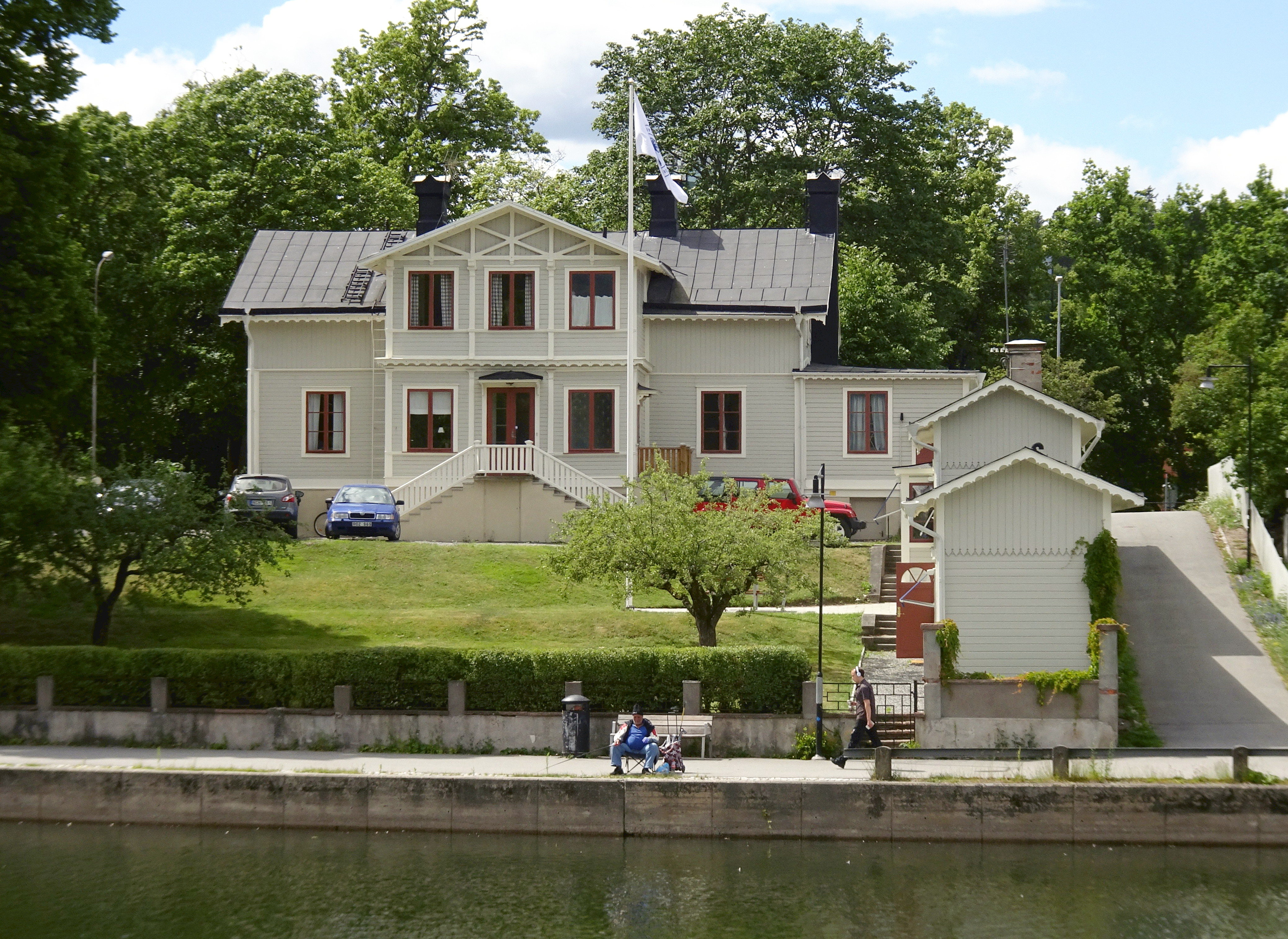
Vattumannen 1, Södertälje, ombyggnad av Cederström 1907
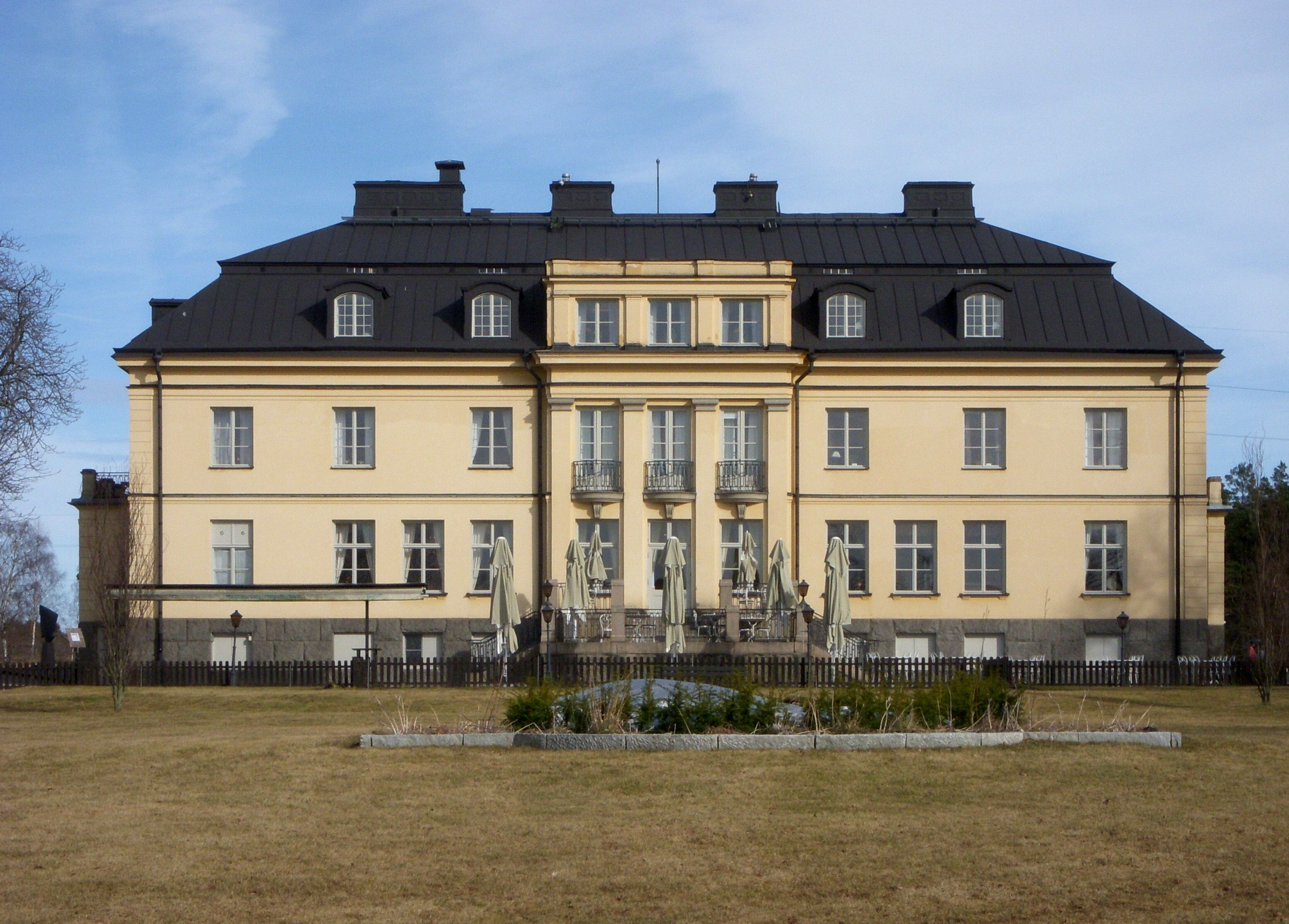
Hågelby gårds fasader gestaltades av Cederströms och Borgs Arkitektbyrå
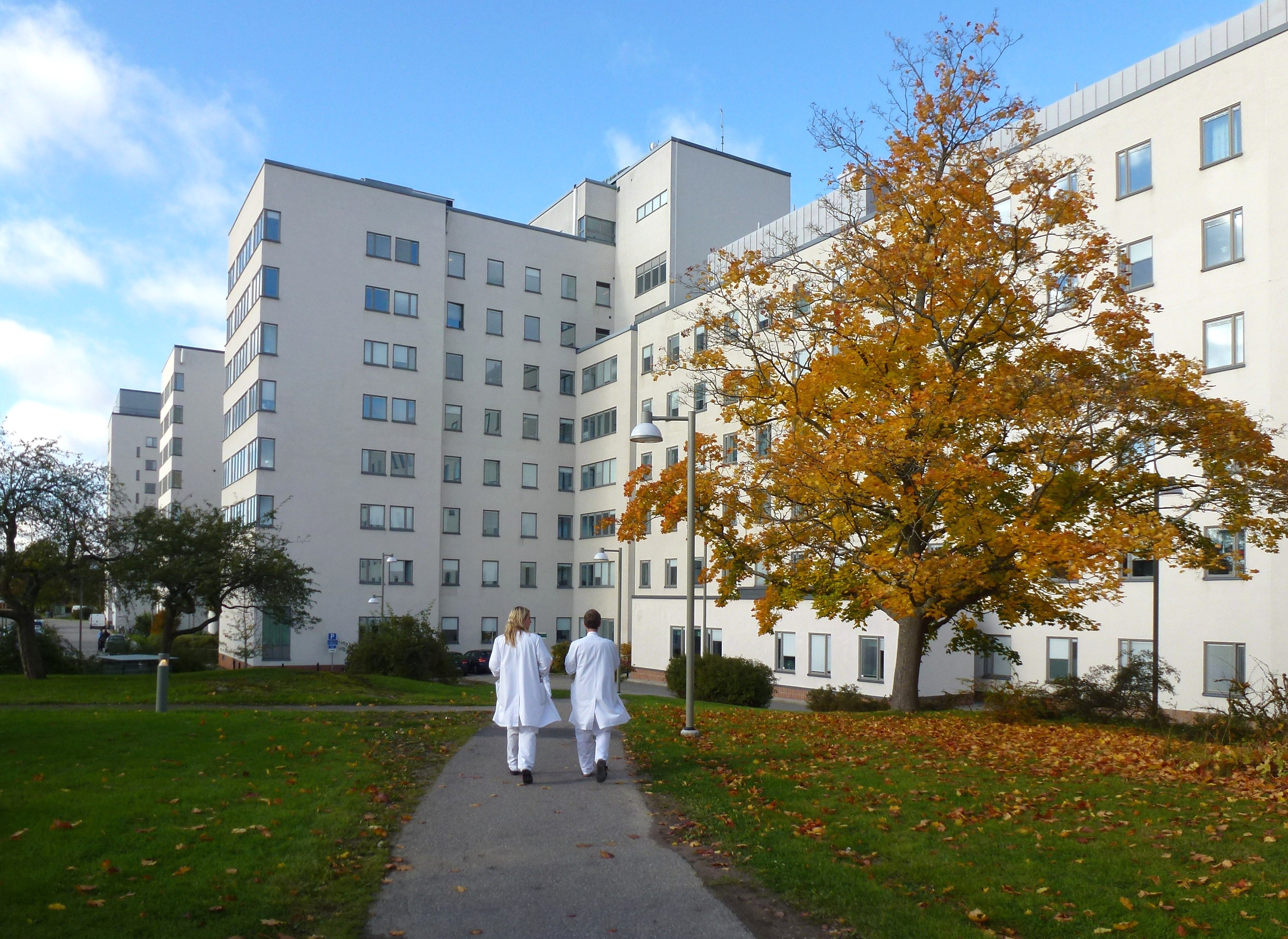
Södersjukhuset, fasaderna mot söder

## Priser
Hjalmar Cederström utnämndes 1951 till medicine hedersdoktor vid Karolinska Institutet. Inom Södersjukhusets område är en gata uppkallad efter honom.

## Familj
Hjalmar Cederström gifte sig 1908 i Kumla med Ester Charlotta Fosselius, född 1883 i Kumla.